# Вин Мите
Вин Мите је аутобуска, железничка и метро станица у Бечу. То је почетна станица брзог воза (City Airport Train - CAT), који пружа нон-стоп услугу до Међународног аеродрома Беч. Станица је главно чвориште за приградске возове Бечког Шнелбана, а такође опслужује и одређене лније Интер-Сити возова. 

## Историјат
Прва станица која је заузела ову локацију звала се Хауптцоламт (  - у преводу: Главна управа царина) и отворена је 1859. године. Надградњом између 1899. и 1901. године повезана je са бечким Штатбаном, који је пролазио испод земље и био претеча данашњег Шнелбана. Када је Шнелбан отворен 1962. године, ова станица је преименована у Ландштрасе. Главни део станице је преименован у Вин Мите након што је 1975. године станица постала стајалиште за међународне возове. Године 1999., предлог за нову зграду станице Вин Мите, која је требало да садржи две нове високе зграде од по 97 метара, изазвао је велику контроверзу од стране многих становника Беча, као и УНЕСКО-а, који су се питали да ли је тај предлог компатибилан са статусом Светске баштине суседног Старог града. Предметни пројекат је одбачен 2003. године, а прихваћен је знатно мањи пројекат, који је и реализован између 2007. и 2013. године.

## Линије Бечке приградске железнице (Шнелбана)
| Списак линија Бечког Шнелбана које стају на железничкој станици Вин Мите (стање 2023. године) | Списак линија Бечког Шнелбана које стају на железничкој станици Вин Мите (стање 2023. године) |
| Линија                                                                                        | Траса линије |
| --------------------------------------------------------------------------------------------- | --- |
|                                                                                               | Мајдлинг – Мацлаинсдорфер плац – Хауптбанхоф – Четврт Белведере – Ренвег – Вин Мите – Пратерштерн – Трајзенгасе – Ханделскај – Флоридсдорф – Генсерндорф – Марчег                                                                      |
|                                                                                               | Медлинг – Мајдлинг – Мацлаинсдорфер плац – Хауптбанхоф – Четврт Белведере – Ренвег – Вин Мите – Пратерштерн – Трајзенгасе – Ханделскај – Флоридсдорф – Волкерсдорф – Мистелбах                                                         |
|                                                                                               | Винер Нојштат – Баден – Мајдлинг – Мацлаинсдорфер плац – Хауптбанхоф – Четврт Белведере – Ренвег – Вин Мите – Пратерштерн – Трајзенгасе – Ханделскај – Флоридсдорф – Штокерау – Холлабрун                                              |
|                                                                                               | Винер Нојштат – Баден – Мајдлинг – Мацлаинсдорфер плац – Хауптбанхоф – Четврт Белведере – Ренвег – Вин Мите – Пратерштерн – Трајзенгасе – Ханделскај – Флоридсдорф – Штокерау – Холабрун – Абсдорф – Хиперсдорф (– Тулн – Тулнерфелд)  |
|                                                                                               | (Ла на Цаји) – Мистелбах –Волкерсдорф – Флоридсдорф – Ханделскај – Трајзенгасе – Пратерштерн – Вин Мите – Ренвег – Ст. Маркс – Гајзелбергштрасе – Средишње бечко гробље – Кајзереберздорф – Швехат – Мансверт –Аеродром – Фишаменд ... |

## Бечки метро
Станицу Ландштрасе опслужују линије У3 и У4 са 4 перона. У4 иде северно и јужно од станице, док У3 иде на запад и југоисток.
- У-Бан: Линија : Отакгринг - Западна железничка станица - Фолкстеатар - Штефансплац - Ландштрасе - Симеринг
- У-Бан: Линија : Хителдорф - Ленгенфелд гасе - Карлсплац - Ландштрасе - Шведенплац - Шотенринг - Шпителау - Хајлигенштат

## Слике
- Мапа станице и околине
- Управна зграда царина у Бечу (Хауптцоламт), снимак из 1905. године.
- Фотографија са почетка 20. века.
- Снимак из 1926. године.
- Поглед на главну зграду станице
- Унутрашњост станице Вин Мите
- Унутрашњост станице данас
- CAT воз на станици Вин Мите
- Перон на којем пристаје регионални воз.
- Метро станица "Ландштрасе" на линији У3.